# Овнатанян, Акоп
Акоп Овнатанян (арм. Հակոբ Հովնաթանյան; 1692—1757) — армянский художник, сын и ученик Нагаша Овнатана, родился в Ереване, с 1710 жил в Тифлисе.
Вместе с отцом и братом Арутюном (1706 — ?) украшали миниатюрами рукописные книги, расписывали вместе с отцом собор в Эчмиадзине.